# Кудеевка (путевой пост)
Куде́евка (баш. Көҙәй) — железнодорожный путевой пост Башкирского региона Куйбышевской железной дороги на линии Уфа — Кропачёво.

## Описание
Находится в селе Кудеевском Иглинского района Башкортостана, в 30 км от села Иглино, административного центра района. В отличие от большинства путевых постов, является остановочным пунктом — на нём останавливаются все следующие через него электропоезда.

## Название
Возможное название происходит от этноойконима XVII века Кудей, которое в свою очередь происходит от названия башкирского племени Кудей.

## История
Разъезд Кудеевка Самаро-Златоустовской железной дороги открыт в 1890, указан в справочнике за 1901—1902 и построен к 1906, где позднее, между 1906 и 1913, построен посёлок разъезда Кудеевка Уфимского уезда (ныне — село Кудеевское).
В период Гражданской войны, на Восточном фронте, у разъезда проходила линия фронта. К январю 1918 разъезд был занят Белой армией. Разъезд (вместе с селом Ново-Троицким) был занят к 1 сентября 1918 Архангельским партизанским отрядом В. Ф. Дамберга 5-й армии РККА, к востоку от которого отрядом разрушены два моста. Также по приказу В. К. Блюхера, разрушены стрелочный перевод и пути разъезда.
К 1957 и 1969 числилась станцией, к 1981 — путевым постом линии Уфа — Кропачёво Куйбышевской железной дороги.